# 崔泓熙
崔泓熙（韓語：최홍희，1918年11月9日—2002年6月15日），原是韩国将军、使節，其後長年旅外。国际跆拳道联盟（ITF）的建立者和第一任总裁。在跆拳道历史上，他是一位有争议的人物——他创建的国际跆拳道联盟（ITF）称他是“跆拳道的创立人”，但获国际奥委会成员地位的世界跆拳道联盟（WTF）并没有在其宣传跆拳道历史中提及崔泓熙。

## 早年
崔泓熙生于日治朝鮮咸镜北道的一个小村莊裡。12岁时他曾参与反日活动，被学校停学。之後他师从一位名叫韓溢東（한일동）的老师学书法。但韓溢東本人精通古典的朝鲜武术跆跟，时常教崔泓熙打拳，助其增强体质。
1937年崔泓熙赴日求学。临行前不久他和他人起了争执，将对方打伤。为了能在回鄉後能向对方寻仇，崔泓熙在日本向一同乡学习空手道。崔泓熙后在日本中央大学学习，期间时常不忘练武和与别人切磋。其间他获得了松涛馆空手道二段段位。
二战后期日本戰事吃緊，日軍開始對大學生徵兵，1943年崔泓熙因此被徵招编入日军，並派遣至駐守於平壤的步兵第41連隊補充隊。不久军中朝鲜籍日本兵策划暴动，1944年秋被发觉，参与其中的崔泓熙被捕，1945年6月被判服刑7年，狱中他仍坚持练武并教授狱友乃至狱卒。没过多长时间日本投降，盟軍佔領朝鮮半島，崔泓熙重获自由。此后因对北朝鲜政策不满前往南韓发展。

## 军旅生活
1946年2月軍事英語学校（今大韓民國陸軍官校）毕业，崔泓熙作为韩国国军的创建者之一获少尉衔，他开始在军队中教授武术。他開班授課，不但招收了韩国士兵，還招了美军士兵。1949年他作为上校赴美国陆军综合学校高等军事班学习，後因朝鲜战争回到韓國。1954年升为少将。同年他和他人创建了名为吾道馆的唐手道武馆，也任韩国有名的武馆青濤馆名誉馆长。

## 创立跆拳道
1955年4月11日在朝鲜民族武术的名称制定委员会上，崔泓熙提名的跆拳道(태권도)名称获得通过。自此韩国国内的各种武术得到统一。1959年成立了“大韩跆拳道协会”，崔泓熙任会长。亦自同年成立的国际跆拳道师范团始，跆拳道开始走向海外。到1963年跆拳道最后一式“统一”正式完成。（即现今ITF所沿用）
朴正熙上台之初崔泓熙任首任驻马来西亚大使，他借此机会进一步推广跆拳道运动到东南亚地区。此时韩国由于政局不稳，跆拳道协会林立各不统一。崔泓熙回国后几经努力，终于恢复了原大韩跆拳道协会的权威地位。
1966年“国际跆拳道联盟”（ITF）成立，崔泓熙任总裁。此后跆拳道运动进一步国际化。

## 离开韩国及其之后
或许是心系故乡，崔泓熙尝试将跆拳道推广到朝鲜，但遭到朴正熙的拒绝。1972年崔泓熙被迫离开韩国移居加拿大多伦多。1973年为对抗ITF，韩国重新建立了世界跆拳道联盟（WTF），金云龙任总裁。两个组织均致力于推广跆拳道运动，但WTF以其官方的正式身份，得以纳入国际奥委会。1980年代起，崔泓熙至朝鮮宣揚其跆拳道事業。
2002年崔泓熙因胃癌在平壤动了手术，之后他不顾病重，坚持参加了在美国举办的一个研讨会，这也是他最后一次出现在公众场合。不久后在同年6月逝世于平壤，并葬于平壤爱国烈士陵园。

## 影视形象
- 电影《民族与命运》9-10部

## 外部連結
- 创始人 崔泓熙将军 （英文）
- 崔泓熙传 （英文）
- 传说中的跆拳道创始人-崔泓熙将军 （英文）
- 崔泓熙将军的陵墓[永久]